# 文化经济学
文化经济学 是经济学的一个分支，研究文化对经济成果的影响。主要研究问题包括文化是否影响经济成果、文化对经济结果影响的程度，以及它与社会制度之间的关系。
主题包括艺术和文学作品,
宗教, 社会规范, 社会资本,以及形形色色的社交网络 。一个普遍的问题是行为和思想是如何通过协同学习之类的过程中传播的，这也是社会进化理论以及信息从众理论的研究重点 
研究方法包括案例研究以及各种文化传播的理论和经验模型。这种研究的范围不仅在社区内，甚至跨越了不同的社区。

## 期刊
- Economic Development and Cultural Change
- Journal of Cultural Economics . Description, scope （页面存档备份，存于） and links to volume contents.